# SHC2
SHC2‏ (SHC adaptor protein 2) هوَ بروتين يُشَفر بواسطة جين SHC2 في الإنسان.